# Ebenthal in Kärnten
Ebenthal in Kärnten (fino al 1973 Ebenthal, fino al 1997 Ebental) è un comune austriaco di 7 768 abitanti nel distretto di Klagenfurt-Land, in Carinzia, del quale è centro maggiore; ha lo status di comune mercato (Marktgemeinde). Il 1º gennaio 1973 ha inglobato il comune soppresso di Radsberg, gran parte di quello di Mieger e alcune aree dei comuni di Grafenstein, Klagenfurt am Wörthersee e Maria Rain.